# Beriev Be-200

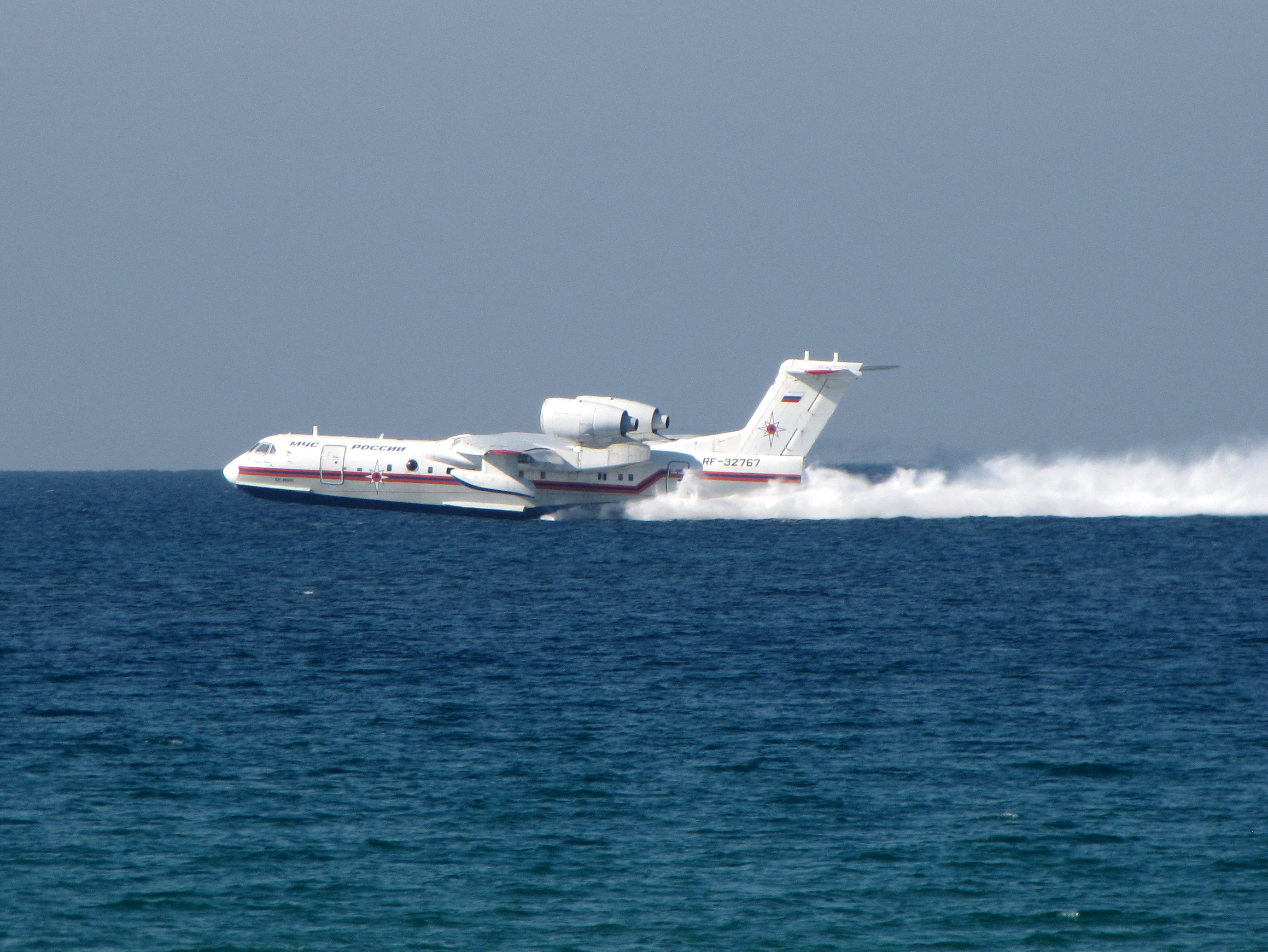
Beriev Be-200 đang đổ đầy các thùng chứa nước tại biển Địa Trung Hải trong chiến dịch chữa cháy rừng núi Carmel ở Israel

Beriev Be-200 Altair (tiếng Nga: Бериев Бе-200) là một loại thủy phi cơ đa năng do công ty máy bay Beriev thiết kế, Irkut chế tạo. Nó được thiết kế cho các nhiệm vụ như chữa cháy, tìm kiếm cứu nạn, tuần tra biển, chở hàng và chở khách.

## Biến thể

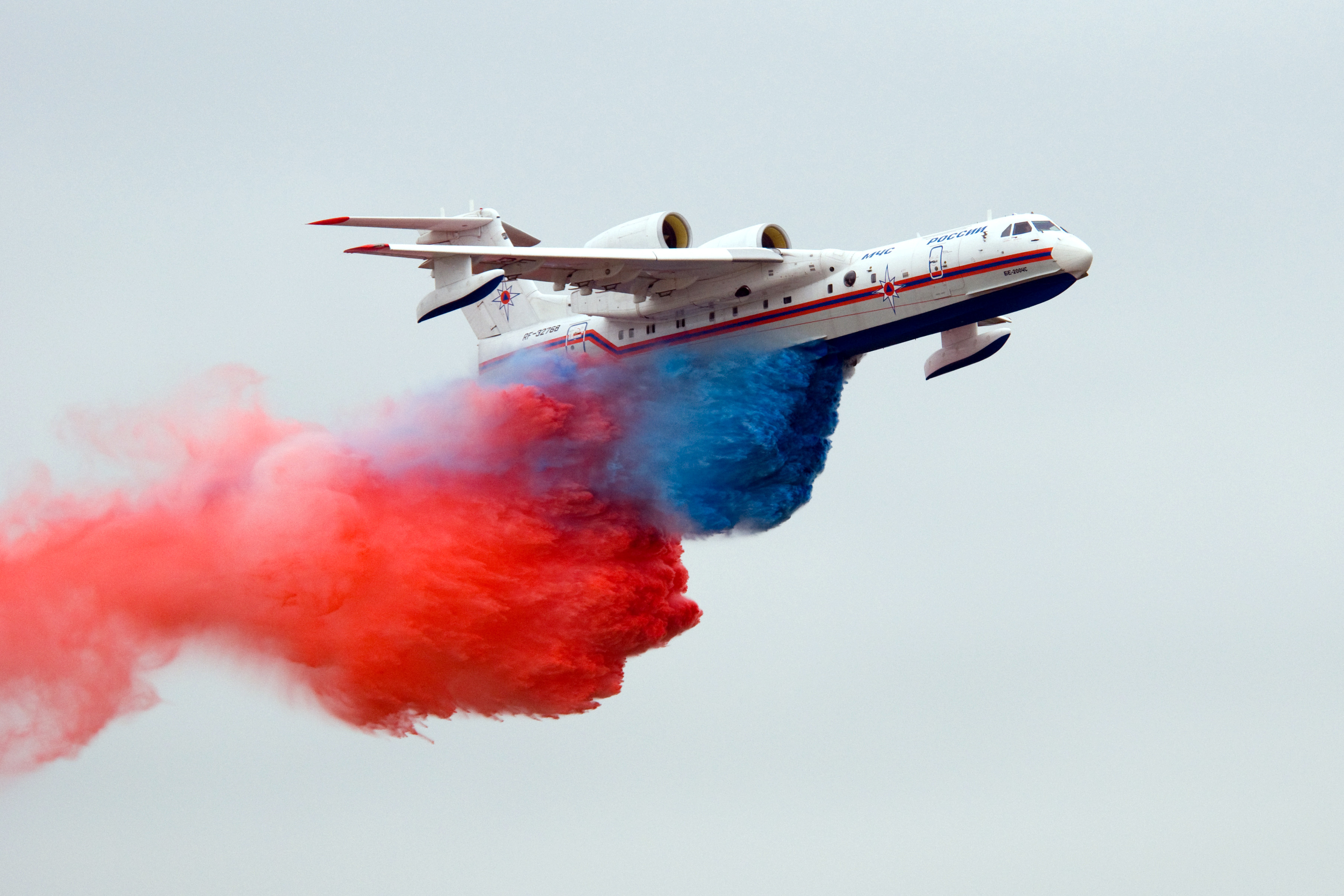
Be-200ChS tại Triển lãm hàng không MAKS

- Be-200
- Be-200ChS
- Be-200E
- Be-200RR
- Be-210
- Be-220

## Quốc gia sử dụng
Nga
- Bộ các tình trạng khẩn cấp
- Bộ quốc phòng

 Azerbaijan
- Bộ các tình trạng khẩn cấp

## Tính năng kỹ chiến thuật (Be-200)
Dữ liệu lấy từ Irkut Website' and EADS-Irkut Seaplane Website
Đặc điểm tổng quát
- Tổ lái: 2
- Chiều dài: 32 m (105 ft 0 in)
- Sải cánh: 32,8 m (107 ft 7 in)
- Chiều cao: 8,9 m (29 ft 2 in)
- Diện tích cánh: 117,4 m² (1.264 ft²)
- Trọng lượng rỗng: 27.600 kg (60.850 lb)

- Động cơ: 2 × Progress D-436TP kiểu turbofan, 7.500 kgf (16.534 lbf) mỗi chiếc

 Hiệu suất bay 
- Vận tốc cực đại: 700 km/h (435 mph)
- Vận tốc hành trình: 560 km/h (348 mph)

- Tầm bay: 2.100 km (1.305 mi)

- Trần bay: 8.000 m (26.246 ft)
- Vận tốc leo cao: 13 m/s (2.600 ft/phút) (trên mặt biển và MTOW — cánh tà 20°)

Hệ thống điện tử

- Hệ thống thiết bị điện tử tích hợp ARIA 200-M.

## Tai nạn
Vào khoảng 15 giờ 10 phút giờ Moscow ngày 14 tháng 8 năm 2021, trong quá trình tiếp cận đường băng để hạ cánh thì một chiếc máy bay Be-200 của Nga đã bị rơi khi đang trở về căn cứ sau khi hoàn thành nhiệm vụ chữa cháy tại khu vực dân cư Adana thuộc nước Cộng hòa Thổ Nhĩ Kỳ. Trên máy bay lúc đó có 5 quân nhân Nga và 3 đại diện của Thổ Nhĩ Kỳ. Chiếc máy bay này do Bộ lâm nghiệp Thổ Nhĩ Kỳ thuê của Nga và giao cho sở lâm nghiệp vùng Adana sử dụng.